# Sphaerium montanum
Sphaerium montanum е вид мида от семейство Sphaeriidae.

## Разпространение
Този вид е разпространен в Мианмар.